# Каталина (Клуж)
Каталина (рум. Cătălina) насеље је у Румунији у округу Клуж у општини Пантичеу. Oпштина се налази на надморској висини од 417 m.

## Становништво
Према подацима из 2002. године у насељу је живело 107 становника, од којих су сви румунске националности.